# Wyższy Las
Wyższy Las (zwany też Wyszylas) − szczyt na Pogórzu Bukowskim, najbardziej zachodnia kulminacja pasma Żurawinki o wysokości 590 m n.p.m. górująca od wschodu nad Bukowskiem i przełomowym odcinkiem Sanoczka. 
Wzgórze pokryte jest mozaiką pól, łąk, zarastających użytków rolnych i niewielkimi zagajnikami, widoki odsłaniają się na wszystkie strony poza południowym wschodem (pasmo Żurawinki). 
Na kulminacji tego wzgórza, oraz w rejonie przełęczy oddzielającej je od szczytu Dziady, a także na znajdującym  się po przeciwnej stronie doliny Sanoczka wzgórzu Przylasek 544 m n.p.m. Od wiosny 2011r działa  Farma Wiatrowa Bukowsko-Nowotaniec.